# دوشیزه (فیلم ۲۰۲۴)
دوشیزه (به انگلیسی: Damsel) فیلم خیال‌پردازی تاریک آمریکایی محصول ۲۰۲۴ به کارگردانی خوان کارلوس فرسنادیو و نویسندگی دن مازو است. میلی بابی براون نقش اصلی پرنسس اِلودی را ایفا می‌کند که پیشنهاد ازدواجی را قبول می‌کند اما متوجه شود که برای بازپرداخت بدهی‌های یک خانواده سلطنتی به‌کار گرفته شده و اکنون باید زنده بماند. دیگر بازیگران شامل ری وینستون، نیک رابینسون، شهره آغداشلو، آنجلا باست و رابین رایت می‌شوند.
این فیلم در ۸ مارس ۲۰۲۴ از طریق نتفلیکس منتشر شد. منتقدان نقدهای ضد و نقیضی به این فیلم دادند.

## طرح داستان
یک شاهدخت (دوشیزه درمانده) متوجه می‌شود که پس از ازدواج با یک پرنس چارمینگ، باید برای اژدهای غار مقدس پادشاهی قربانی شود. او باید به اندازه کافی زنده بماند تا شخصی برای نجات او بیاید – اما هیچ‌کسی نمی‌آید.

## بازیگران
- میلی بابی براون در نقش پرنسس اِلودی
- ری وینستون در نقش لرد بایفورد
- آنجلا باست در نقش لیدی بایفورد
- بروک کارتر در نقش در نقش فلوریا
- نیک رابینسون در نقش شاهزاده هنری
- رابین رایت در نقش ملکه ایزابل
- شهره آغداشلو در نقش صدای اژدهای غار مقدس

## تولید
دوشیزه در مارس ۲۰۲۰ معرفی شد و خوان کارلوس فرسنادیو به عنوان کارگردان، جو روث و جف کرشنباوم به عنوان تهیه‌کننده و دن مازو به عنوان فیلمنامه‌نویس استخدام شدند. میلی بابی براون در نوامبر ۲۰۲۰ در نقش پرنسس آلودی، به همراه تهیه‌کننده اجرایی فیلم، با بودجه پیش‌بینی‌شده ۶۰ تا ۷۰ میلیون دلار برای فیلم انتخاب شد.
فیلم‌برداری در فوریه ۲۰۲۲ آغاز شد، و تا ۱ ژوئیه ۲۰۲۲ در تومار، ناحیه سانتاری، پرتغال ادامه داشت. آنجلا باست، نیک رابینسون، رابین رایت، ری وینستون، بروک کارتر و شهره آغداشلو در آوریل ۲۰۲۲ به بازیگران پیوستند.

## انتشار
دوشیزه در ۸ مارس ۲۰۲۴ از طریق نتفلیکس منتشر شد. این فیلم ابتدا قرار بود که در ۱۳ اکتبر ۲۰۲۳ منتشر شود، اما به‌دلیل اعتصابات ۲۰۲۳ سگ-افترا، فیلم به تاریخ کنونی موکول شد.

## بازخورد
در وبگاه جمع‌آوری نقد راتن تومیتوز، ٪۵۹ از ۸۱ بررسی منتقدان مثبت است و میانگینِ امتیاز آن ۵٫۴/۱۰ است. اجماع این وبگاه چنین می‌نویسد: «دوشیزه قهرمان اکشن جذابی در میلی بابی براون دارد، که اجرای دلیرانه‌اش اغلب برای برابر کردن موازین در برابر داستان کم‌قدرت و جلوه‌های گهگاه غیرقابل قبول فیلم کافی است.» این فیلم در متاکریتیک که از میانگین وزنی استفاده می‌کند، بر اساس نظر ۲۷ منتقدین امتیاز ۴۶ از ۱۰۰ را کسب کرده که نشان‌گر «نقدهای مختلط یا متوسط» است.